# Hélder Moutinho
Hélder António Moutinho Paiva dos Santos, artisticamente conhecido por Hélder Moutinho (Oeiras, 21 de Fevereiro de 1969) é um fadista e poeta português.

## Biografia
Hélder Moutinho nasceu em 21 de Fevereiro de 1969 em Oeiras. Filho de Manuel Paiva, Hélder é o irmão do meio dos também fadistas Camané e Pedro Moutinho.
Desde muito  novo visitava com a família as casas de fado tendo enveredado, já na sua juventude, pela exploração de outros géneros musicais. No entanto, só em 1993, aos 24 anos, começou a cantar fado.
Participa no ciclo "Fados na Mãe d'Água" da Lisboa'94: Capital Europeia da Cultura. Na Expo'98 participa no espetáculo "Novas Vozes do Fado Antigo".
Em 1997 funda a empresa de agenciamento HM Música que representa artistas de fado e músicas do mundo.
Antes ainda de lançar o seu primeiro disco, Hélder Moutinho veria duas das letras de sua autoria serem gravadas por Mísia. Primeiro "Trago A Saudade Esquecida - Fado Carriche", para uma música de Raúl Ferrão, fez parte da banda sonora do filme Fátima (1997) de Fabrizio Costa. Depois "Não Guardo Saudade à Vida", seria gravada para o álbum de Mísia Garras dos Sentidos de 1998.
De resto, é possível encontrar letras de Hélder Moutinho em álbuns de Maria Dilar (Fados de Saudade, 1997), Joana Amendoeira (À Flor da Pele, 2006), Ana Laíns (Sentidos, 2006), Marco Oliveira (Retrato, 2008), Chico Madureira (Regresso, 2006), Marco Rodrigues (Fados da Tristeza Alegre, 2006) ou Raquel Tavares (Bairro, 2008).
Sete Fados e Alguns Cantos
O seu álbum de estreia, Sete Fados e Alguns Cantos, é editado no final de 1999, através da editora discográfica Ocarina. O disco contou com produção de José Campos e Sousa. Este trabalho contou com José António Mendes, na viola de fado, Arménio de Melo e Manuel Mendes na guitarra portuguesa, José Campos e Sousa e Litas na guitarra clássica e Eduardo Salgueiro na percussão.
Luz de Lisboa
Em 2004 é lançado, novamente pela Ocarina, o seu segundo álbum Luz de Lisboa, com produção do próprio Hélder Moutinho. O trabalho recebeu o "Prémio Amália Rodrigues" para "Melhor Disco do Ano", atribuído pela Fundação Amália Rodrigues. "Ai do Vento" viria posteriormente a fazer parte da compilação promocional Exploratory Music from Portugal 05 editada pela secção britânica da Fundação Calouste Gulbenkian.
Neste período, também os palcos internacionais recebem Hélder Moutinho, seja com duas digressões nos EUA, seja com actuações na Bélgica (Bruxelas, Espace Senghor) ou na Holanda (Utrecht, Muziekcentrum Vredenburg). Participa ainda no Festival de Rudolstadt, na Alemanha.
Que Fado é Este que Trago?
No ano de 2008 regista-se a edição do álbum Que Fado é Este que Trago?, lançado pela Farol Música.
Já na década de 2010, Hélder Moutinho participou no documentário O Fado da Bia (2012), realizado por Diogo Varela Silva, tendo com figura central a Beatriz da Conceição. Destaque ainda para a actuação ao longo de seis noites, em agosto de 2012, no Centro Cultural de Belém (CCB), tendo como convidadas Maria da Nazaré e Filipa Cardoso. Em Novembro de 2012 atua ao vivo no Teatro São Luiz com o espetáculo "Canções Urbanas", que junta Hélder Moutinho a Gisela João e JP Simões.
1987
Hélder Moutinho regressou aos originais, em 2013, com o álbum conceptual 1987, abordando temas como a liberdade, o amor e a Mouraria, local onde foi gravado. Na sua base estão poemas de João Monge, Pedro Campos, José Fialho e do próprio Hélder Moutinho.
Editado pela Valentim de Carvalho, 1987 chegou a ser considerado o seu melhor álbum, tendo sido apresentado, na noite de 3 de Maio, no Teatro Municipal São Luiz.
Nesta fase, Um Fado na Mouraria, o espectáculo de apresentação do álbum 1987, levou Hélder Moutinho a palcos nacionais e internacionais, com destaque às deslocações a países como Espanha, Rússia, Canadá ou Finlândia.
Em 2015 foi um dos artistas desafiados por António Chainho a participar no seu disco de celebração de 50 anos de carreira, intitulado Cumplicidades tendo participado nos temas "Uma Guitarra Junto ao Peito" e "O Moinho", este último com o Grupo Coral e Etnográfico da Casa do Povo de Serpa.
O Manual do Coração
Passados três anos do seu último trabalho de originais, Hélder Moutinho anunciou para 6 de maio de 2016 a edição de O Manual do Coração com letras de João Monge e colaboração de artistas portugueses como Vitorino, João Gil, Marco Oliveira, Manuel Paulo ou Mário Laginha.